# Hans Krüsi (Täufer)
Hans Krüsi, auch Hans Nagel und Hans Kern genannt (* in St. Georgen; † 27. Juli 1525 in Luzern), war ein Schweizer Täuferprediger, der in der Gegend von St. Gallen aktiv war. Er starb als Märtyrer der Täuferbewegung.

## Leben

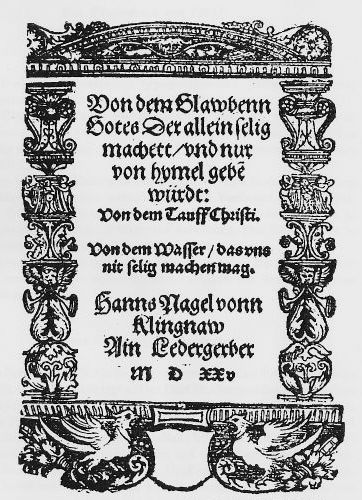
Titelblatt von Hans Krüsis Taufbüchlein

Über die Herkunft und Jugend Hans Krüsis ist wenig bekannt. Der St. Galler Chronist Johannes Kessler (um 1502–1574) beschreibt Krüsi als „von Sant Georgen bürtig“. Dort sei auch „sin ufenthalt und niderlass“ gewesen. St. Georgen lag südöstlich von St. Gallen und gehörte politisch zur Kommunalgemeinde Tablat. Kirchlich war es über eine Kaplanstelle mit der St. Galler Laurenzen-Kirche verbunden.
Johannes Rütiner (1501–1556) ergänzt diese Angaben durch den Hinweis, dass auch Krüsis Mutter aus St. Georgen stammte, sein Vater, ein Lehrer Lang, jedoch in Klingnau beheimatet war. So erklärt sich auch, dass der spätere Täuferprediger sowohl Hans Krüsi als auch Hans Lang genannt wurde. Im Ratsprotokoll der Stadt St. Gallen vom 16. Juni 1525 taucht ein dritter Name Krüsis auf: „Hanns Kern von Klignow, den man sunst nempt Krüsi von Sannt Jörgen“. Dieser Name findet aber in den anderen Quellen keine Verwendung und muss nach Vermutungen des Täuferforschers Heinold Fast auf einer Verwechslung beruhen.
Hans Krüsis Mutter war die Tochter eines Präfekten von St. Georgen, wobei aus den Quellen nicht eindeutig hervorgeht, ob er in dieser Funktion die kirchlichen Behörden von St. Gallen oder aber die Tablater Obrigkeit vertrat. Das Tablater Lehensregister aus dieser Zeit weist zahlreiche Träger des Familiennamens Krüsi auf. Krüsi ergriff den väterlichen Beruf und wurde Lehrer. In seinem späteren Geständnis gab Krüsi folgende Auskunft, die im Protokoll so formuliert wurde: „Und anfenklich sye er zu Will gsyn provoser“. Heinold Fast deutet die Berufsbezeichnung „provoser“ als „Provisor“, nach dem Schweizer Idiotikon die offizielle Bezeichnung für „Unterlehrer“ bzw. „Schulgehilfe“. In der Stadt Wil, existierte zu Beginn des 16. Jahrhunderts eine Lateinschule. Für 1516 ist dort der Dienstantritt eines Schulmeisters Michael von Pforzheim belegt.
Krüsis Wegbereiter zu den Täufern waren nach den Diarien des bereits erwähnten Johannes Rütiner der St. Galler Ratsherrensohn Johannes Ramsauer sowie ein gewisser Martin Baumgarter, dessen Name in den Protokollen der ersten Täuferverhöre Ende April 1525 auftaucht. Durch sie scheint Krüsi auch Konrad Grebel, dem Mitbegründer der Zürcher Täufergemeinde, begegnet zu sein. Dieser – so Krüsi laut Verhörprotokoll – habe die täuferischen Lehren begründet und ihm ein „geschriebenes, nicht gedrucktes Büchlein“ überreicht. Da Grebels Aufenthalt in St. Gallen sich nur über wenige Tage erstreckte und er am 9. April 1525 die Stadt wieder verlassen hatte, muss die genannte Begegnung – und damit Krüsis Anschluss an die Täuferkreise – Anfang April 1525 erfolgt sein.
Krüsi entschloss sich, als Prediger tätig zu werden. Er gab seinen Beruf als Lehrer auf und erlernte das Weberhandwerk. Krüsi erzielte große Erfolge mit seiner Missionstätigkeit. Im Juni 1525 wurde er wegen unerlaubten Predigens ins St. Galler Gefängnis gesteckt und gegen Urfehde wieder entlassen. Nach Pfingsten 1525 trat er als Prediger im Siedlungsraum Tablat SG auf. Hier hielt er Trauungen, taufte Erwachsene, teilte das Abendmahl nach reformatorischer Art aus und reinigte die Kapelle von Bildern und Reliquien.
Im Juli 1525 sprach die Tagsatzung in Baden einen Haftbefehl gegen Krüsi aus. Krüsi wurde daraufhin nachts gefangen genommen und nach Luzern, einem der Schirmorte der Fürstabtei St. Gallen, überstellt, wo ihm der Prozess gemacht wurde. Hans Krüsi wurde als Ketzer zum Feuertod verurteilt und am 25. Juli 1525 zu Pulver und Asche verbrannt. Er gilt neben Eberli Bolt als einer der ersten Täufermärtyrer der Schweiz.

## Werk
- Von dem Glawbenn Gotes Der allein selig machett/ und nur vom hymel geben würdt: Von dem Tauff Christi. Von dem Wasser/ das uns nit selich machen mag. Hanns Nagel vonn Klingnaw Ain Ledergerber. Augsburg 1525.